# VIII Corpo de Exército (Alemanha)
O VIII Corpo de Exército (em alemão VIII Armeekorps) foi um Corpo de Campo da Alemanha durante a Segunda Guerra Mundial destruído em Stalingrado em 31 de Janeiro de 1943 sendo reformadoem Julho de 1943.

## Comandantes
| Comandante                                  | Data                                |
| ------------------------------------------- | ----------------------------------- |
| Generalfeldmarschall Ernst Busch            | (1 Setembro 1939 - 25 Outubro 1939) |
| Generaloberst Walter Heitz                  | (25 Outubro 1939 - 31 Janeiro 1943) |
| General der Infanterie Gustav Höhne         | (20 Julho 1943 - 1 Abril 1944)      |
| General der Infanterie Johannes Block       | (1 Abril 1944 - 15 Abril 1944)      |
| General der Infanterie Gustav Höhne         | (15 Abril 1944 - 10 Setembro 1944)  |
| General der Artillerie Walter Hartmann      | (10 Setembro 1944 - 19 Março 1945)  |
| General der Artillerie Horst von Mellenthin | (19 Março 1945 - 8 Maio 1945)       |

## Área de Operações
- Polônia  (Setembro de 1939 - Maio de 1940)
- França (Maio de 1940 - Junho de 1941)
- Frente Oriental, Setor Sul (Junho de 1941 - Outubro de1942)
- Stalingrado (Outubro de 1942 - Janeiro de 1943)
- Frente Oriental (Julho de 1943 - Setembro de 1944)
- Frente Oriental, Setor Central  (Setembro de 1944 - Maio de 1945)

## Serviço de Guerra
| Data                    | Exército           | Grupo de Exército | Lugar                  |
| ----------------------- | ------------------ | ----------------- | ---------------------- |
| Setembro 39             | 14º Exército       | Süd               | Galizien, Lemberg      |
| Outubro 39              | 4º Exército        | B                 | Eifel                  |
| Janeiro 40              | 4º Exército        | B                 | Eifel                  |
| Maio 40                 | 4º Exército        | A                 | Lüttich, Arras, Calais |
| Junho 40                | z. Vfg.            | B                 |                        |
| Julho 40                | 7º Exército        | B                 | Canal costa            |
| Agosto 40               | 9º Exército        | A                 | Canal costa            |
| Janeiro 41              | 9º Exército        | A                 | Canal costa            |
| Maio 41                 | 9º Exército        | B                 | Bialystok              |
| Junho 41                | 9º Exército        | Mitte             | Bislystok, Smolensk    |
| Novembro 41             | z. Vfg.            | D                 | França                 |
| Dezembro 41             | 1º Exército        | D                 | Paris                  |
| Janeiro 42              | 1º Exército        | D                 | Paris                  |
| Março 42                | z. Vfg.            | Süd               |                        |
| Abril 42                | 6º Exército        | Süd               | Kharkov, Don           |
| Agosto 42               | 6º Exército        | B                 | Stalingrado            |
| Dezembro 42             | 6º Exército        | Don               | Stalingrado            |
| Janeiro 43              | 6º Exército        | Don               | Stalingrado            |
| após o restabelecimento |                    |                   |                        |
| Abril 43                | 16º Exército       | Nord              | Staraja Russa          |
| Agosto 43               | 16º Exército       | Nord              | Staraja Russa, Cholm   |
| Janeiro 44              | 16º Exército       | Nord              | Newel                  |
| Abril 44                | 2º Exército        | Mitte             | Brest-Litovsk          |
| Julho 44                | 4º Exército Panzer | Nordukraine       | Bug, Weichsel          |
| Agosto 44               | 9º Exército        | Mitte             | Varsóvia               |
| Dezembro 44             | 9º Exército        | A                 | Varsóvia               |
| Janeiro 45              | 9º Exército        | A                 | Varsóvia               |
| Fevereiro 45            | 17º Exército       | Mitte             | Schlesien              |

## Ordem de Batalha
1 de Março de 1939
- 8ª Divisão de Infantaria
- 18ª Divisão de Infantaria
- 28ª Divisão de Infantaria

1 de Setembro de 1939
- 8ª Divisão de Infantaria
- 28ª Divisão de Infantaria
- 5ª Divisão Panzer

1 de Dezembro de 1939
- 267ª Divisão de Infantaria
- 251ª Divisão de Infantaria

16 de Junho de 1940
- 8ª Divisão de Infantaria
- 28ª Divisão de Infantaria

3 de Julho de 1941
- 8ª Divisão de Infantaria
- 28ª Divisão de Infantaria
- 1ª Divisão de Cavalaria

Julho de 1941
- 28ª Divisão de Infantaria
- 8ª Divisão de Infantaria

22 de Agosto de 1941
- 28ª Divisão de Infantaria
- 8ª Divisão de Infantaria
- 161ª Divisão de Infantaria
- 14ª Divisão de Infantaria (mot.)
- 7ª Divisão Panzer

25 de Setembro de 1941
- 28ª Divisão de Infantaria
- 8ª Divisão de Infantaria
- 87ª Divisão de Infantaria
- 162ª Divisão de Infantaria
- 255ª Divisão de Infantaria
- 86ª Divisão de Infantaria

11 de Outubro de 1941
- 28ª Divisão de Infantaria
- 8ª Divisão de Infantaria
- 87ª Divisão de Infantaria

2 de Janeiro de 1942
- 8. leichte Infanterie-Division
- 28. leichte Infanterie-Division
- 5. leichte Division

11 de Maio de 1942
- 454. Sicherungs-Division
- 62ª Divisão de Infantaria
- 108. ungarische leichte Division

15 de Novembro de 1942
- 113ª Divisão de Infantaria
- 76ª Divisão de Infantaria

7 de Julho de 1943
- 21. Luftwaffen-Feld-Division
- 122ª Divisão de Infantaria
- 32ª Divisão de Infantaria

4 de Agosto de 1943
- 21. Luftwaffen-Feld-Division
- 32ª Divisão de Infantaria
- 5. Jäger-Division

14 de Setembro de 1943
- 21. Luftwaffen-Feld-Division
- 32ª Divisão de Infantaria
- 5. Jäger-Division

14 de Outubro de 1943
- 21. Luftwaffen-Feld-Division
- 32ª Divisão de Infantaria
- 5. Jäger-Division

24 de Novembro de 1943
- 329ª Divisão de Infantaria
- 81ª Divisão de Infantaria
- 132ª Divisão de Infantaria

26 de Dezembro de 1943
- Gruppe Generalmajor Wagner
- (Parte 132. Estn. SS-Freiwilligen-Brigade, Lett. SS-Polizei-Regiment Riga)
- Polizei-Gruppe General Jeckeln
- Parte 132ª Divisão de Infantaria
- 81ª Divisão de Infantaria
- 329ª Divisão de Infantaria

16 de Setembro de 1944
- 17ª Divisão de Infantaria
- 45. Grenadier-Division
- Fallschirm-Panzer-Division "Hermann Göring"
- 6. Grenadier-Division
- Korps-Abteilung E
- Grenadier-Brigade 1132

5 de Janeiro de 1944
- 329ª Divisão de Infantaria
- 81ª Divisão de Infantaria
- SS-Brigade Jeckeln
- 132ª Divisão de Infantaria
- 32ª Divisão de Infantaria

15 de Fevereiro de 1944
- 329ª Divisão de Infantaria
- 81ª Divisão de Infantaria
- Kampfgruppe 83ª Divisão de Infantaria

15 de Março de 1944
- 329ª Divisão de Infantaria
- 83ª Divisão de Infantaria
- 28. Jäger-Division Hunter Divisão
- 12ª Divisão Panzer

28 de Novembro de 1944
- 251ª Divisão de Infantaria
- 6ª Divisão de Infantaria
- 45ª Divisão de Infantaria